# Форествілл (містечко, Вісконсин)
Форествілл (англ. Forestville) — місто (англ. town) в США, в окрузі Дор штату Вісконсин. Населення — 1063 особи (2020).

## Демографія
Згідно з переписом 2010 року, у місті мешкало 1096 осіб у 426 домогосподарствах у складі 321 родини. Було 486 помешкань
Расовий склад населення:
| - 98,0 % — білих - 1,0 % — корінних американців - 0,1 % — азіатів |

До двох чи більше рас належало 0,9 %. Частка іспаномовних становила 0,5 % від усіх жителів.
За віковим діапазоном населення розподілялося таким чином: 23,3 % — особи молодші 18 років, 62,8 % — особи у віці 18—64 років, 13,9 % — особи у віці 65 років та старші. Медіана віку мешканця становила 43,1 року. На 100 осіб жіночої статі у місті припадало 103,3 чоловіків;  на 100 жінок у віці від 18 років та старших — 104,6 чоловіків також старших 18 років.
Середній дохід на одне домашнє господарство  становив 72 979 доларів США (медіана — 62 344), а середній дохід на одну сім'ю — 71 159 доларів (медіана — 67 647). Медіана доходів становила 51 250 доларів для чоловіків та 35 625 доларів для жінок. За межею бідності перебувало 4,2 % осіб, у тому числі 6,6 % дітей у віці до 18 років та 4,4 % осіб у віці 65 років та старших.
Цивільне працевлаштоване населення становило 528 осіб. Основні галузі зайнятості: виробництво — 29,4 %, освіта, охорона здоров'я та соціальна допомога — 18,6 %, будівництво — 11,9 %, транспорт — 7,6 %.